# Abderrazak Khairi
Abderrazak Khairi (Khayri ou Kheiry) est un footballeur marocain né le 20 novembre 1962 à Rabat. Il était attaquant  de l'équipe nationale du Maroc et a marqué deux buts contre le Portugal en Coupe du monde 1986, permettant ainsi au Maroc de passer au deuxième tour.

## Carrière

### Joueur
- 1982-1995 :  FAR de Rabat
- Club Souiq
- FUS de Rabat

## Sélection en équipe nationale
1. 06/10/1985 Maroc - Libye Rabat 3 - 0 Elim. CM 1986
2. 18/10/1985 Libye - Maroc Benghazi 1 - 0 Elim. CM 1986
3. 19/02/1986 Maroc - Bulgarie Rabat 0 - 0 Amical
4. 08/03/1986 Algérie - Maroc Alexandrie 0 - 0 CAN 1986
5. 14/03/1986 Zambie - Maroc Alexandrie 0 - 1 CAN 1986
6. 17/03/1986 Egypte - Maroc Le Caire 1 - 0 ½ Finale CAN 1986
7. 23/04/1986 Irlande du Nord – Maroc Belfast 2 - 1 Amical
8. 02/06/1986 Pologne - Maroc Monterrey 0 - 0 C.M 1986
9. 06/06/1986 Angleterre - Maroc Monterrey 0 - 0 C.M 1986
10. 11/06/1986 Portugal - Maroc Guadalajara 1 - 3 C.M 1986 / 2 buts
11. 17/06/1986 RFA - Maroc Monterrey 1 - 0 1/8 Finale C.M 1986
12. 09/06/1987 Australie - Maroc Kangnung 1 - 0 President's Cup
13. 02/02/1988 Autriche - Maroc Monaco 1 - 3 Tournoi
14. 03/03/1988 Maroc - RDA Mohammedia 2 - 1 Amical / 1 but
15. 13/03/1988 Maroc - Zaire Casablanca 1 - 1 CAN 1988
16. 19/03/1988 Maroc – Côte d’ivoire Casablanca 0 - 0 CAN 1988
17. 23/03/1988 Maroc – Cameroun Casablanca 0 - 1 ½ finale CAN 1988
18. 26/03/1988 Maroc - Algérie Casablanca 1 - 1 (3 - 4) Classement CAN 1988
19. 22/03/1989 Algérie - Maroc Béja 1 - 1 Amical
20. 09/04/1989 Mali – Maroc Bamako 0 - 0 Elim. CAN 1990
21. 23/04/1989 Maroc - Mali Marrakech 1 - 1 Elim. CAN 1990
22. 21/02/1990 Maroc – Côte d’ivoire Casablanca 2 - 1 Amical
23. 09/05/1990 EAU - Maroc Lille 3 - 1 Amical / 1 but
24. 02/09/1990 Maroc - Mauritanie Casablanca 4 - 0 Elim. CAN 1992
25. 12/09/1990 Irlande - Maroc Dublin 1 - 0 Amical
26. Casablanca : Maroc vs Sénégal 0 - 0 Amical

## Les matchs olympiques
1. 17/06/1987 Incheon (Corée sud) Chili "B" vs Maroc 1 - 3 Coupe du Président….2 Buts
2. 01/11/1987 Abidjan Côte d'Ivoire v Maroc 0 - 0 Elim. JO 1988
3. 15/11/1987 Casablanca Maroc v Côte d'Ivoire 2 - 1 Elim. JO 1988
4. 17/01/1988 : Tunis Tunisie v Maroc 1 - 0 Elim. JO 1988
5. 30/01/1988 : Rabat Maroc v Tunisie 2 - 2 Elim. JO 1988 / 1 but

### Entraîneur
- Union de Touarga : montée en 1re Division
- Jeunesse El Massira
- 2005-2006 :  Maghreb de Fès : montée en 1re Division
- 2006-2007 :  FUS de Rabat: montée en 1re Division
- 2007-2008 :  Ittihad de Tanger
- 2008-2009 :  Wydad de Fès: montée en 1re Division
- nov. 2009-2010 :  Chabab Rif Al Hoceima
- 2010-jan. 2011 :  AS Salé
- 2011-2012 :  Saham Club
- 2012-nov. 2012 :  Raja de Beni Mellal
- déc. 2012-2013 :  FAR de Rabat[1]
- 2014-sep. 2014 :  KAC de Kénitra
- mars 2017-2017 :  JS Kasbat Tadla
- depuis déc. 2017  :  FAR de Rabat[1]

## Palmarès

### Entraîneur
- Avec les FAR de Rabat :
  - Championnat du Maroc
    - Vice-Champion en 2013